# 高橋潔
高橋 潔（たかはし きよし、1887年 - 1958年1月9日）は、日本の教育者。大阪市立聾学校長として、口話法全盛の時代に手話法の孤塁を守り、後の日本のろう者社会およびろう教育に大きな影響を与えた。

## 経歴
高橋は仙台藩の下級武士の家の次男として生まれ、東北中学から東北学院へと進んで英語を学んだ。高橋は東北学院在学中に接した西洋音楽に夢中になり、ヨーロッパへの留学を望んだが、家計の苦しさからこれを断念。終生、恩師として慕った、東北学院院長である、D・B・シュネーダーの示唆により、ろう教育者の道を志した。
高橋は生前より「聾唖者の師父」として日本のろう者社会から絶大な尊敬を受け、その生涯は『わが指のオーケストラ』（山本おさむ、1991-1993年、秋田書店）として漫画にもなった。死去に際し勲四等瑞宝章受勲。

## 高橋と手話法
ろう教育には大きく分けて口話法と手話法が存在するが、この二つの手法のどちらを重視するかは時代や地域により大きな差異がある。日本においては明治時代から大正時代にかけてのろう学校創成期に手話法が一般的に用いられていたが、世界的にはこの時代、口話法に注目が集まっていたこともあり、口話法を手話法より優れた手法とする意見が増えていった。
そうした中、高橋はろう者にとっての手話の重要性をいち早く認識し、口話法に向く者には口話法を、手話法に向く者には手話法を用いる「適性教育」を主張し、口話法を支持する教育者たちとの間に激しい論争を繰り広げた。高橋が大阪市立聾学校で用いた「適性教育」はORAシステムと名付けられた。

## 高橋と宗教教育
高橋は論文「宗教教育について」を発表して、ろう学校の児童生徒に対する宗教教育の重要性を説き、ろう者を対象とした大阪仏教日曜学校を超願寺に、大阪キリスト教日曜学校を林寺町教会にて開始。また手話歌による讃仏歌、賛美歌も創作した。

## 年譜
1890年
仙台市五十人町に生まれる。
1905年
仙台市立南材木町尋常高等小学校卒業。東北学院普通科入学。
1908年
東北中学校第4学年に入学
1910年
東北中学校卒業。東北学院専門部英文科入学。
1913年
東北学院卒業。東北中学校教諭に採用される。
1914年
東北学院における恩師であるデヴィッド・ボウマン・シュネーダーに依頼され、大阪市立大阪盲唖学校助教諭となる。同年中に舎監も兼任。
1917年
大阪盲唖学校教諭に昇任。
1924年
大阪市立聾唖学校校長に就任。
1929年
東北学院の後輩で大阪市立聾学校教諭であった大曽根源助をアメリカ視察に向かわせる。大曽根はこの視察中にヘレン・ケラーと会い、それまで日本で使われていた指文字の欠点を克服した全く新しい大曽根式指文字を考案することになる。
この年、醜と再婚。
1931年
大阪市立聾唖学校式指文字（大曽根式指文字）を制定。現在まで日本で使われる指文字の誕生。
1932年
全国盲啞学校長会議において鳩山一郎文相による口話法推進の訓辞が示されたが、高橋はこの席で手話法の必要性を説く演説を行う。
高橋原作による、ろう者を主人公とした映画「声なき唄」公開。
1952年
高橋潔、大阪市立聾学校を退職。
1958年
死去。

## 注
1. 1 2 3  『大阪市政昭和拾年誌』竜文堂、1936年。NDLJP:1438835/33。
2. ↑  『毎日新聞』1958年1月9日夕刊、p.3.
3. 1 2 3 4  大曾根源助「高橋潔兄の永眠」『東北学院時報』第183号、東北学院、1958年5月5日、3頁。
4. ↑  川渕、2010年、15-21ページ
5. ↑  日本聴力障害新聞昭和33年2月号1面「聾唖者の師父 高橋潔先生 遂に永眠さる」
6. ↑  桜井強「高橋潔先生の生誕120年によせて」(川渕依子『ろう教育者高橋潔と大阪市立聾唖学校』サンライズ出版、2010年、序文)
7. ↑  高橋潔『宗教々育に就て』大阪市立聾唖学校、1931年3月28日。NDLJP:1267812。
8. ↑  『官報』第3560号、大正13年7月5日、p.97.NDLJP:2955708/3
9. ↑  聴覚障害者教育福祉協会 編『聾教育百年のあゆみ』1979年、120-121頁。全国書誌番号:82039251。